# Mittelradde
Die Mittelradde ist ein 38,5 km langer, nordöstlicher und orographisch rechter Zufluss der Hase im Landkreis Emsland, Niedersachsen (Deutschland).

## Geographie

### Verlauf
Die Mittelradde entspringt wenige Kilometer östlich der hügeligen Geestlandschaft des Hümmling. Ihre Quelle liegt nordöstlich von Bockholte, einem Ortsteil von Werlte, und westsüdwestlich des Kernorts von Vrees nordnordwestlich des größtenteils als Naturschutzgebiet Bockholter Dose ausgewiesenen Dosenmoor – nahe den Erhebungen Hambrink (37,5 m) und Varel (38 m).
Die Mittelradde fließt in überwiegend südwestlicher Richtung etwa parallel zu Nordradde im Nordwesten und Südradde im Südosten. Anfangs verläuft sie östlich von Bockholte südwärts durch das Dosenmoor. Darin knickt sie nach Südwesten ab und passiert Werlte, Auen und Holthaus. Dann verläuft der Fluss vorbei an Wehm, Wieste und Wachtum sowie an Vinnen, Lahn und Ahmsen. Anschließend speist er die nahe Hüven an der Landesstraße 65 stehende Hüvener Mühle und passiert Lähden, Groß Berßen, Klein Berßen und Westerloh. Hiernach fließt die Mittelradde vorbei an Hülsen und Lohe sowie – nach Unterqueren der Meppen-Haselünner Eisenbahn und der Bundesstraße 402 – an Lahre.
Dann mündet die Mittelradde nach Passieren von Klein Dörgen, einem westlichen Ortsteil von Haselünne in den dort von Südosten kommenden Ems-Nebenfluss Hase.

### Hase-Leda-Wasserscheide
Das Quellgebiet der Mittelradde liegt nahe der Hase-Leda-Wasserscheide: Vom quellnahen Oberlauf der Mittelradde zur Quelle der südsüdöstlich entspringenden Marka besteht eine künstlich geschaffene und das Dosenmoor entwässernde Kanalverbindung, die aus dem Marka-Quellkanal hervorgeht. Während die Mittelradde, die nördlich oberhalb vom Dosenmoor entspringt, in überwiegend südwestlicher Richtung der Hase zufließt, läuft das Wasser der Marka in zumeist nördlicher Richtung der Sagter Ems und dann der Leda zu; Hase und Leda sind direkte Ems-Zuflüsse.

### Ortschaften
Ortschaften an oder nahe der Mittelradde sind (flussabwärts betrachtet):
| - Werlte-Bockholte - Werlte - Lindern-Auen - Lindern-Holthaus - Lindern-Liener - Werlte-Wehm - Werlte-Wieste - Löningen-Wachtum - Lähden-Vinnen - Lahn - Lähden-Ahmsen | - Hüven - Lähden - Groß Berßen - Klein Berßen - Westerloh - Haselünne-Hülsen - Haselünne-Lohe - Haselünne-Lahre - Haselünne-Dörgen |

## Schutzgebiete und Natur
Beim Quellgebiet der Mittelradde liegt das Naturschutzgebiet Bockholter Dose (CDDA-Nr. 81428; 1983 ausgewiesen; 1,23 km² groß) mit dem Dosenmoor. Großteile des Flusses befinden sich im Landschaftsschutzgebiet Mittelradde, Marka, Südradde (CDDA-Nr. 390218; 2008; 17,77 km²). Bei seinem Quellgebiet liegt das Fauna-Flora-Habitat-Gebiet Markatal mit Bockholter Dose (FFH-Nr. 3012-301; 2,68 km²), und der mündungsnahe Unterlaufbereich des Flusses befindet sich im FFH-Gebiet Untere Haselniederung (FFH-Nr. 3210-302; 21,19 km²). Entlang dem Ober- und Mittellaufbereich des Flusses liegen Teile des Vogelschutzgebiets Niederungen der Süd- und Mittelradde und der Marka (VSG-Nr. 3211-431; 43,77 km²). Die dortige Flussniederung ist ein Grünlandgebiet auf Niedermoor mit zahlreichen vielerorts selten gewordenen Vögeln wie Großer Brachvogel, Kiebitz und Uferschnepfe.